# 辽宁人民出版社
辽宁人民出版社（英語：Liaoning People's Publishing House），是一所中华人民共和国出版社，地址位于辽宁省沈阳市和平区北一马路108号。

## 概述
1951年2月2日成立，原名东北人民出版社。1954年8月东北行政区撤销，同年9月1日正式改为辽宁人民出版社，并改由中共辽宁省委宣传部领导。社址原在沈阳市马路湾（1985年时为沈阳市人民宾馆），1955年春迁至城内军署街23号（后改称沈阳路2段宫前里2号），1963年迁至大西路2段同心东里12号。1966年5月文化大革命开始后，该社被迫停止出书。1968年11月5日，全社被下放到盘锦辽宁省五七干校劳动。1969年6月10日，成立了出版、印刷、发行三合一的辽宁省新华书店革委会，下设编辑部，店址设在沈阳市南京街6段1里2号（后改和平区北一马路108号）。1973年，恢复辽宁人民出版社，由辽宁省革命委员会政治工作组领导。1976年10月文化大革命结束后，成立了局、社合一的辽宁省出版局。1978年8月1日，局社分开，辽宁人民出版社独立。现出版范围包括有政治、经济、管理、文化、历史类图书，此外也有古籍、辞书、工具书等。